# Helmond ’t Hout vasútállomás
Helmond 't Hout vasútállomás vasútállomás Hollandiában, Helmond városában.

## Vasútvonalak
Az állomást az alábbi vasútvonalak érintik:
- Venlo–Eindhoven-vasútvonal

## Kapcsolódó állomások
A vasútállomáshoz az alábbi állomások vannak a legközelebb:
- Helmond Brandevoort vasútállomás (délnyugat)
- Helmond vasútállomás (északkelet)